# Pessimisme

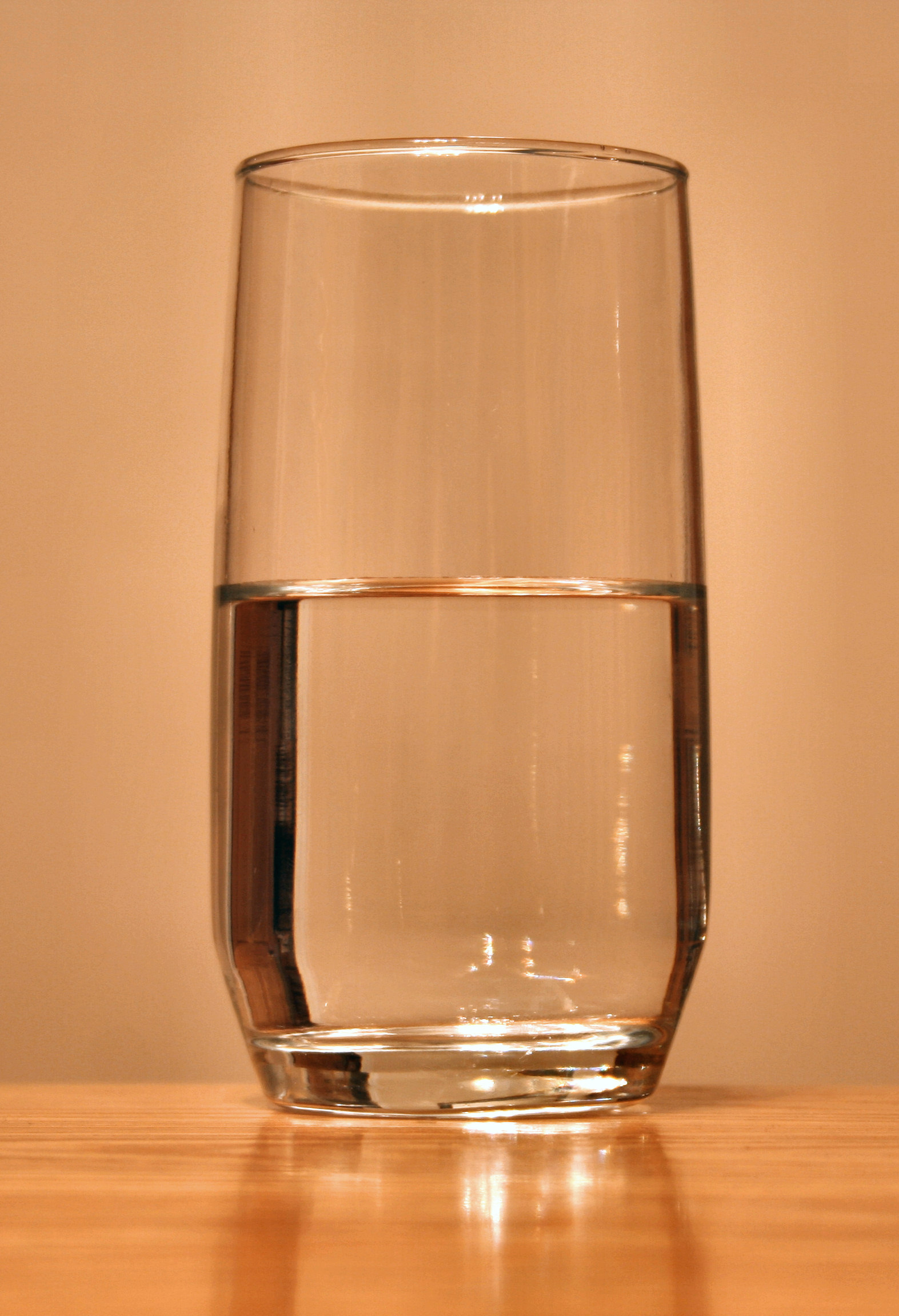
Volgens pessimisten is het glas halfleeg, i.p.v. halfvol

Pessimisme (van het Latijnse pessimum, slechtste) of negativisme is van het slechtste uitgaan.
Pessimisten gaan ervan uit dat deze wereld de slechtste van alle mogelijke werelden is, in tegenstelling tot optimisten, die stellen dat deze wereld de beste van alle mogelijke werelden is. Deze opvatting is vaak gerelateerd aan de stemming of de affectieve toestand van het individu in kwestie. In sommige gevallen zijn mensen notoire pessimisten en vinden de gehele werkelijkheid de slechtste van alle mogelijkheden, in andere gevallen kan iemand pessimistisch zijn over een specifieke situatie, mogelijkheid of toestand.